# جمعية المحاربين القدماء وضحايا الحرب (مصر)
جمعية المحاربين القدماء وضحايا الحرب للقوات المسلحة المصرية هي جمعية تتبع وزارة الدفاع المصرية تقوم بتقديم منظومة متكاملة من الرعاية الصحية والاجتماعية والرياضية والترفيهية لأعضائها من المحاربين القدماء وأسر الشهداء ومصابي العمليات الحربية، والذين يتم الاحتفال بهم كل عام من قبل القوات المسلحة المصرية في يوم الشهيد والمحارب القديم.

## هدف الجمعية
رعاية أعضائها واكتشاف مواهبهم ومهاراتهم المختلفة وتشجيعها وتوفير المدربين وأماكن التدريب والخامات الأساسية اللازمة لتلك المهارات ، وإقامة المعارض للمشاركة في تسويق منتجاتهم عرفاناً بما قدموه من تضحيات .

## المنشآت التابعة
- جمعية الوفاء والأمل : تضم الجمعية قسما للعلاج الطبيعي وقصر ثقافة ووحدة لتصنيع الأخشاب ومسجدا وصالة للياقة البدنية ورفع الأثقال وقاعة تاريخية ووحدات سكنية خاصة بنزلاء الجمعية من متحدي الإعاقة، ونادى صحي يضم غرفة للعلاج الكهربائي والتمارين العلاجية لتقديم الرعاية الصحية والتأهيلية لمصابي العمليات ومتحدي الإعاقة، ومعرض فني لمنتجات جمعية المحاربين القدماء، ومساحات خضراء وملاعب رياضية وتقدم الرعاية الصحية للنزلاء وفقا لأحدث النظم العالمية للعلاج الطبيعي، ونادى صحي خاص لرعاية الأطفال من متحدي الإعاقة، ومركز ثقافي يضم خدمات ثقافية واجتماعية للنزلاء.

## شروط العضوية
1- أن يكون في الخدمة العسكرية سواء عامل أو مجند وحدث له الاتى
- أن يكون انهى خدمته العسكرية بسبب حاله مرضيه و تكون نسبه العجز لا تقل عن( 70%) سبعون بالمائه
- أن يكون مصاب أثناء الخدمة العسكرية أو بسببها بنسبة عجز لا تقل عن ( 20% ) عشرون بالمائه
- أن يكون مصاب بسبب العمليات الحربية أو طبقا للمادة (31) بنسبة عجز لا تقل عن ( 10% ) عشرة بالمائه

2- كل من استشهد أحد من أسرته أثناء الخدمة العسكرية ولكن يشترط ان يكون مستفيد من المعاش العسكرى للشهيد
وعلى سبيل المثال / والده - والدته - أرملته ( يشترط ألا تتزوج بعد الشهيد ) - أشقائه

## الأنشطة
يقدم أعضاء الجمعية منتجات من أعمال الخزف والنحت والحفر على النحاس والرسم على الزجاج والمنتجات الجلدية والخشبية والمنسوجات ، بالإضافة إلي منتجات الجمعية من الأجهزة التعويضية .

## مديري الجمعية
- لواء أركان حرب / مدحت عبد العزيز فاوى.[3]
- لواء أركان حرب / أشرف شريف.[4]
- لواء أركان حرب / باسم عزت.[5]
- لواء أركان حرب / السيد الغالي.[6]
- لواء أركان حرب / مجدي الغرابلي.[7]
- لواء أركان حرب / نبيل الخميسي.[8]
- عميد أركان حرب / أيمن حامد إسكندر.[9]
- لواء أركان حرب / محمود محمد الميهي.[10]
- لواء أركان حرب / أحمد عبد الله.[11]
- لواء أركان حرب / محمد حلمي خاطر.[12]
- لواء أركان حرب / عبد الرحمن سعيد.[13]
- لواء أركان حرب / محمود بيومي السيد.[14]